# Sträckjakt
Sträckjakt är en jakt på sjöfågel som bedrivs från öar, kobbar och skär. Man sitter väl dold och väntar på att änder och gäss ska komma dit. Man använder så kallade vettar som man sätter ut för att locka fåglarna att komma dit eftersom fåglarna oftast bildar flockar.
Man använder apporterande hundar (retrieverraser och spaniel, wachtelhund samt den tyska jaktterriern) för att få in de skjutna fåglarna upp från vattnet. 